# Cultura - O Triunfo do Povo
Cultura - O Triunfo do Povo foi o álbum de toadas do Boi Caprichoso para o Festival de Parintins na edição de 2024. O Caprichoso, foi tricampeão com o tema de mesmo nome do álbum. O álbum, foi lançado no dia 12 de abril de 2024, no curral do boi. 

## Antecedentes

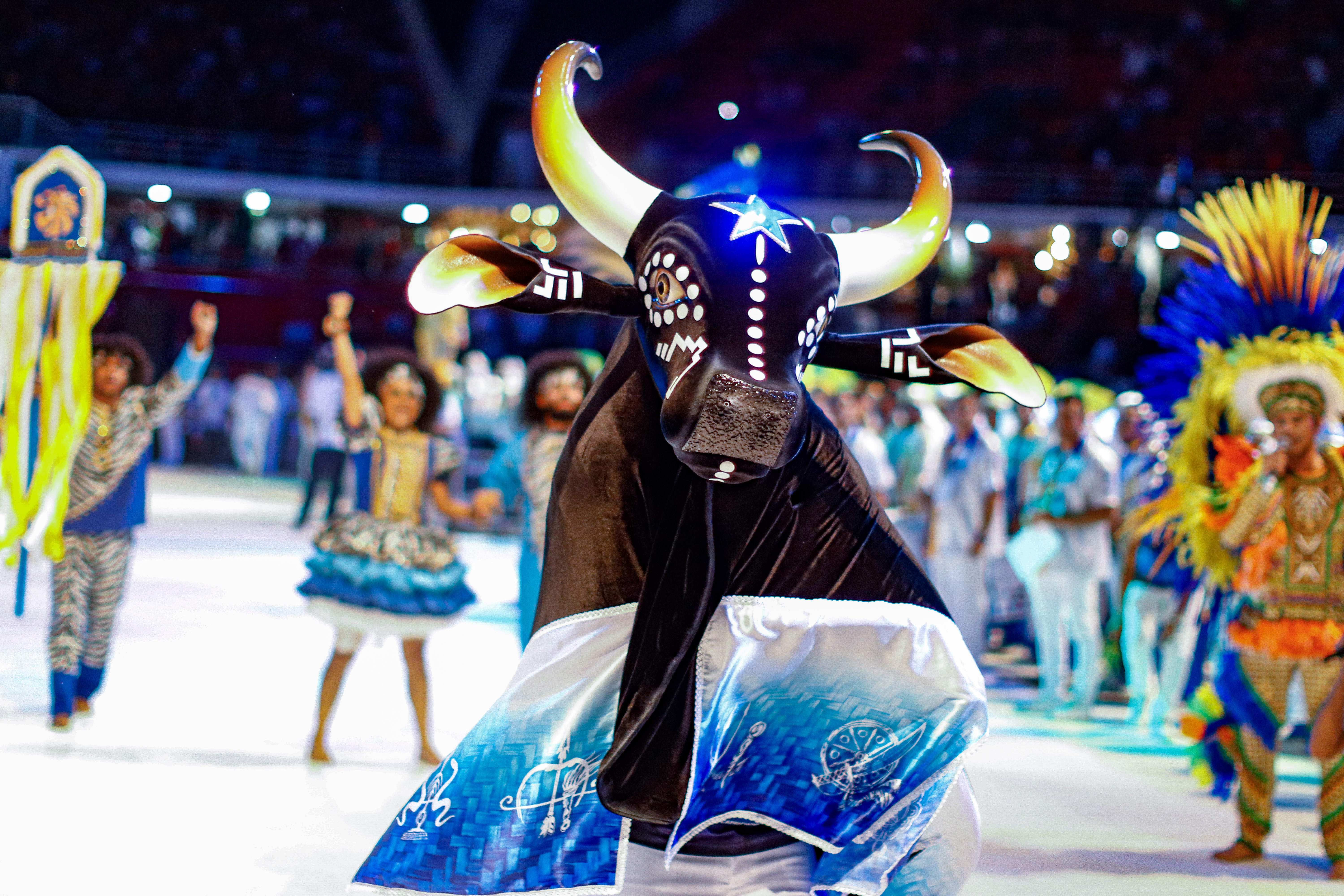
Boi Caprichoso em evolução no Bumbódromo.

O Boi Caprichoso foi fundado em 1913 e conseguiu seu primeiro título no Festival Folclórico de Parintins em 1969, vencendo do adversário, Boi Garantido.
No ano de 2022, Caprichoso voltou a ser campeão, e novamente, em 2023, com o tema "O Brado do Povo Guerreiro", consagrando-se bicampeão. 

### Preparação para 2024
O tema, foi lançado oficialmente nas redes oficiais do Boi Caprichoso em novembro de 2023, em comemoração aos 110 anos do mesmo. 
Em janeiro de 2024, a equipe começou a escolher as melhores toadas entre as 89 toadas que foram inscritas no concurso. Dentre elas, 19 toadas foram escolhidas para competir no Bumbódromo. 
O álbum foi lançado oficialmente no dia 12 de abril de 2024 nas plataformas digitais, e a festa oficial de lançamento, ocorreu no Curral Zeca Xibelão, no dia 27 de abril. 

## Faixas
As faixas contém a participação do levantador de toadas (cantor/intérprete) do boi, Patrick Araújo, e da Marujada de Guerra.
| N.º            | Título                                                     | Compositor(es)                                                   | Duração |  |
| 1.             | "Cultura - O Triunfo do Povo"                              | Adriano Aguiar, Geovane Bastos, Guto Kawakami                    | 3:14    |  |
| 2.             | "Caprichoso - O Boi do Urubuzal"                           | Adriano Aguiar, Edval Machado, Vanessa Aguiar                    | 2:28    |  |
| 3.             | "Ê, Parente!"                                              | Bruce Bulcão, Carlinhos Lauria, Carlos Tomé                      | 3:17    |  |
| 4.             | "Málúù Dúdú - Boi Preto"                                   | Adriano Aguiar, Gean Souza, Tomaz Miranda                        | 4:02    |  |
| 5.             | "O Tambor da Terra"                                        | Ronaldo Barbosa, Ronaldo Barbosa Júnior                          | 2:59    |  |
| 6.             | "O Mais Querido do Povão"                                  | Adriana Cidade, Adriano Aguiar                                   | 2:49    |  |
| 7.             | "Alagação"                                                 | Ronaldo Barbosa, Ronaldo Barbosa Júnior                          | 3:25    |  |
| 8.             | "Incomparável Amor"                                        | Celso Sabino, Saullo Vianna                                      | 2:42    |  |
| 9.             | "Mothokari"                                                | Ronaldo Barbosa, Ronaldo Barbosa Júnior                          | 3:05    |  |
| 10.            | "Dona da Noite"                                            | Ademar Azevedo                                                   | 4:11    |  |
| 11.            | "Triunfo Popular"                                          | Adriana Cidade, Júnior Dabela, Otacílio Cardoso, Uendel Pinheiro | 2:56    |  |
| 12.            | "Engeramento"                                              | Adriano Aguiar, Charles Silva, Waltinho Oliva                    | 3:13    |  |
| 13.            | "No Capricho da Remada (In Memoriam à Teixeira de Manaus)" | Moisés Colares, Ralrison Nascimento, Thiago Reis                 | 3:23    |  |
| 14.            | "Mística Marubo"                                           | Geovane Bastos, Ligiane Gaspar                                   | 4:17    |  |
| 15.            | "Marujeiro Caprichoso"                                     | Adan Renê, Gabriel Moraes, Guto Kawakami                         | 3:04    |  |
| 16.            | "Mestres e Mestras da Cultura"                             | Arlen Barbosa, Rodrigo Gadelha, Rodrigo Martin                   | 3:38    |  |
| 17.            | "Awa Guajá - A Oferenda"                                   | Anderson Souza, Claudia Naína, Paulo Victor Costa                | 3:14    |  |
| 18.            | "Sacaca - Curadores da Floresta"                           | Elton Júnior, Lenart Mustaffa, Yomarley Holanda                  | 3:42    |  |
| 19.            | "Um Canto de Fé!"                                          | Juarez Lima Filho, Thauan Bulcão, Thyago Lima                    | 3:26    |  |
| Duração total: | Duração total:                                             | Duração total:                                                   | 1h5m    |  |